# Acachuén
Acachuén es una localidad del estado mexicano de Michoacán. Es parte del municipio de Chilchota.

## Toponimia
El nombre «Acachuén» proviene del purépecha: acahuecua. Su significado es «Lugar de zapatos».

## Demografía
| Gráfica de evolución demográfica |
|                                  |

| Censo | Población |
| ----- | --------- |
| 1900  | 626       |
| 1910  | 435       |
| 1921  | 507       |
| 1930  | 565       |
| 1940  | 717       |
| 1950  | 740       |
| 1960  | 951       |
| 1970  | 1220      |
| 1980  | 1371      |
| 1990  | —         |
| 2000  | 1896      |
| 2010  | 2460      |
| 2020  | 2881      |